# بازگشت به فرستنده (فیلم ۲۰۱۵)
بازگشت به فرستنده (به انگلیسی: Return to Sender) یک فیلم سینمایی تریلر روان‌شناختی آمریکایی محصول سال ۲۰۱۵ به کارگردانی فؤاد میکاتی با بازی رزمند پایک، شایلو فرناندز، نیک نولتی و رایان فیلیپ است.

## داستان
یک پرستار در یک شهر کوچک به دیدار مردی می‌رود که بدون دیدنش با او آشنا شده‌است. اما بعد از آشنایی متوجه می‌شود که آن مرد آن‌چیزی نیست که خود را معرفی کرده بود…

## انتشار فیلم
این فیلم در ۲۲ مه ۲۰۱۵ در انگلستان اکران شد. کمپانی آرال‌جی‌ای فیلمز حق پخش این فیلم در آمریکا را به دست‌آورد و فیلم را در ۱۴ اوت ۲۰۱۵ با اکران محدود منتشر شد.